# Abikro
Abikro est une localité rurale du centre de la Côte d'Ivoire située dans le District de la Vallée du Bandama, appartenant à la région de Gbêke. La localité d'Abikro est administrativement rattachée à la sous-préfecture de Bodokro, dans le département de Béoumi. 